# Cal Renyé
Cal Renyé és un monument del municipi de Fondarella (Pla d'Urgell) inclòs en l'Inventari del Patrimoni Arquitectònic de Catalunya.

## Descripció
Casa cantonera de dues plantes, deshabitada la de dalt. La planta pis segueix una distribució tradicional. Sala gran a la part central del davant, que distribueix a dormitoris a cada costat i també una capelleta. D'aquesta sala gran surt un passadís que distribueix a la part posterior. A la façana s'observen llindes treballades. A la de la balconada central hi ha inscrita la data de 1744 i el nom PERE REIÑE. La llosa dels bacons estava treballada i es conserva, encara que malament, la decoració lobulada del balcó central.

## Història
La porta d'entrada amb llinda de pla pot referir-se a la baixa edat mitjana. L'edifici segueix pautes clàssiques, amb façana simètrica. A l'armari on hi ha la verge que presideix la gran sala hi figura la data de 1891. La sala gran de la plata pis conserva perfectament l'ambient del segle passat amb abundància de marcs i portes de fusta motllurada.
Els Renyé eren una família de pagesos benestants amb poder econòmic dins la comarca. La primera constància que es té d'aquesta família data de 1553: eren els encarregats del molí d'oli del senyor del poble.
Sembla que el castell de Fondarella estaria situat al solar del casal Renyé: part més elevada del tossalet de Fondarella. Malgrat que amb els anys l'edifici ha sofert modificacions, haurem d'identificar el castell amb l'edifici noble que actualment rep el nom de "Castell" (Can Combelles), temps enrere tot deuria ser un mateix solar. Avui es conserva en bon estat un edifici de planta noble encara que de construcció moderna. Probablement es tracta d'una construcció feta durant el segle xviii. En un document del 1711 es comenta que el castell estava en ruïnes, referint-se probablement a una construcció del segle xiii-XIV. De fet l'únic element que es conserva d'aquest primer edifici i que fou aprofitat en l'obra del nou casal del segle xviii és un arc apuntat que es conserva a la primera planta. L'edifici actual, doncs, sembla que constituiria una nova edificació feta després del 1711 i abans de 1744, moment en què es precisa la nova estructura de l'edifici.